# Barcus
Barcus en francés, Barkoxe en euskera, es una localidad y comuna francesa, situada en el departamento de Pirineos Atlánticos, en la región de Aquitania y en el territorio histórico vascofrancés de Sola.
Es la localidad natal de Pierre Topet, llamado Etxahun (1786-1862), uno de los más destacados poetas vascos.
La comuna reclama su posesión legítima de la isla Floreana, en las islas Galápagos, legada por su propietario Leon Urthuburu al ayuntamiento.

## Demografía
| Gráfica de evolución demográfica de Barcus entre 1800 y 2012 |
|                                                              |

Fuentes: Ldh/EHESS/Cassini e INSEE.

## Economía
La principal actividad es la agrícola con el policultivo y la ganadería ovina.